# Recht der friedlichen Durchfahrt
Das Recht der friedlichen Durchfahrt ist ein im UN-Seerechtsübereinkommen (SRÜ) verankertes Recht, wonach die Schiffe aller Staaten, ob Küsten- oder Binnenstaaten, das Küstenmeer, Meerengen und Archipelgewässer friedlich durchfahren dürfen.

## Geschichte
Das Konzept der freien Nutzung der Meere durch die Schiffe aller Staaten, häufig unter dem Schlagwort „Freiheit der Meere“ subsumiert, wurde 1609 erstmals von Hugo Grotius als anerkanntes Prinzip des Internationalen Rechts erwähnt. Er veröffentlichte dazu die Abhandlung Mare Librum. Das Recht der friedlichen Durchfahrt in Küstengebieten – im Englischen als innocent passage bezeichnet – entwickelte sich zunächst gewohnheitsrechtlich parallel zum Recht der Küstenstaaten, Souveränität über das Küstenmeer zu beanspruchen, das auf Bynkershoeks De dominio maris dissertatio von 1702 zurückgeht. 1958 wurde das Recht der friedlichen Durchfahrt im Übereinkommen über das Küstenmeer und die Anschlusszone erstmals kodifiziert und 1982 im Seerechtsübereinkommen der Vereinten Nationen weiter ausgestaltet und auf das neue Institut der Archipelgewässer ausgedehnt.

## Küstenmeer
Das Küstenmeer (12-Meilen-Zone gem. Art. 3 SRÜ) zählt zum Staatsgebiet des Küstenstaates und unterliegt damit dessen Hoheitsgewalt. Das Seerechtsübereinkommen schränkt die Hoheitsrechte des Küstenstaates jedoch hinsichtlich der Schifffahrt ein, indem es in Art. 17 das Recht auf friedliche Durchfahrt vorsieht. Danach dürfen Schiffe anderer Flaggenstaaten das Küstenmeer ohne vorherige Genehmigung zügig und ohne Unterbrechung durchqueren. Der Küstenstaat darf Regelungen über die Art und Weise friedlicher Durchfahrt erlassen, beispielsweise bestimmte Schifffahrtswege festlegen, an die sich durchfahrende Schiffe halten müssen (Art. 21 ff. SRÜ).

## Meerengen und Archipelgewässer
Das Seerechtskonvention verbietet den Anrainerstaaten grundsätzlich, die Transitdurchfahrt durch Meerengen, die der internationalen Schifffahrt zwischen einem Teil der Hohen See oder einer ausschließlichen Wirtschaftszone und einem anderen Teil der Hohen See oder einer ausschließlichen Wirtschaftszone dienen, zu behindern (Art. 38 SRÜ). Den Anrainerstaaten stehen dort nur eingeschränkte Befugnisse zu, um die Sicherheit der Schifffahrt zu gewährleisten und etwa im Falle drohender Umweltverschmutzungen eingreifen zu können (Art. 41, 42 SRÜ). Dadurch wird sichergestellt, dass die auf Hoher See geltenden freien Schifffahrtsrechte so weit wie möglich auch bei der Durchfahrt durch Meerengen, die der internationalen Schifffahrt dienen, aufrechterhalten werden.
Die Artikel 39, 40, 42 und 44 SRÜ gelten sinngemäß für die Durchfahrt auf Archipelschifffahrtswegen (Art. 46 ff., 57 SRÜ).

## Friedliche Durchfahrt
„Durchfahrt“ bedeutet gem. Art. 18 Nr. 1 SRÜ die Fahrt durch das Küstenmeer zu dem Zweck:
- es ohne Einlaufen in die inneren Gewässer oder Anlaufen einer Reede oder Hafenanlage außerhalb der inneren Gewässer zu durchqueren; oder
- in die inneren Gewässer einzulaufen oder sie zu verlassen oder eine solche Reede oder Hafenanlage anzulaufen oder zu verlassen.

Die Durchfahrt ist gem. Art. 19 Nr. 1 SRÜ „friedlich“, solange sie nicht den Frieden, die Ordnung oder die Sicherheit des Küstenstaats beeinträchtigt und in Übereinstimmung mit dem Seerechtsübereinkommen und den sonstigen Regeln des Völkerrechts erfolgt. Die Durchfahrt eines fremden Schiffes gilt gem. Art. 19 Nr. 2 SRÜ als Beeinträchtigung des Friedens, der Ordnung oder der Sicherheit des Küstenstaats, wenn das Schiff im Küstenmeer eine der folgenden Tätigkeiten vornimmt:
- Drohung mit Gewalt oder Gewaltanwendung, die gegen die Souveränität, die territoriale Unversehrtheit oder die politische Unabhängigkeit des Küstenstaats gerichtet ist oder sonst die in der Charta der Vereinten Nationen niedergelegten Grundsätze des Völkerrechts verletzt;
- eine Übung oder ein Manöver mit Waffen jeder Art, nicht jedoch die Fahrt dorthin;[3]
- eine Handlung, die auf das Sammeln von Informationen zum Schaden der Verteidigung oder Sicherheit des Küstenstaats gerichtet ist;
- eine Propagandahandlung, die auf die Beeinträchtigung der Verteidigung oder Sicherheit des Küstenstaats gerichtet ist;
- das Starten, Landen oder Anbordnehmen von Luftfahrzeugen;
- das Aussetzen, Landen oder Anbordnehmen von militärischem Gerät;
- das Laden oder Entladen von Waren, Zahlungsmitteln oder Personen entgegen den Zoll- und sonstigen Steuergesetzen, Einreise- oder Gesundheitsgesetzen und diesbezüglichen sonstigen Vorschriften des Küstenstaats;
- eine vorsätzliche schwere Verschmutzung entgegen dem Seerechtsübereinkommen;
- Fischereitätigkeiten;
- Forschungs- oder Vermessungsarbeiten;
- eine Handlung, die auf die Störung eines Nachrichtenübermittlungssystems oder anderer Einrichtungen oder Anlagen des Küstenstaats gerichtet ist;
- eine andere Tätigkeit, die nicht unmittelbar mit der Durchfahrt zusammenhängt.

Fremde Schiffe mit Kernenergieantrieb und Schiffe, die nukleare oder sonstige ihrer Natur nach gefährliche oder schädliche Stoffe befördern, müssen bei der Ausübung des Rechts der friedlichen Durchfahrt durch das Küstenmeer die Dokumente mitführen und die besonderen Vorsichtsmaßnahmen beachten, die in internationalen Übereinkünften für solche Schiffe vorgeschrieben sind (Art. 23 SRÜ).
Von einem das Küstenmeer durchfahrenden fremden Schiff dürfen Gebühren nur als Vergütung für bestimmte, dem Schiff geleistete Dienste erhoben werden. Diese Gebühren sind ohne Diskriminierung zu erheben (Art. 26 SRÜ).

## Navigationsrechte ausländischer Kriegsschiffe in Küstenmeeren
Ungeachtet des Rechts der friedlichen Durchfahrt beharren einige Küstenstaaten auf einer vorherigen Ankündigung oder Genehmigung für die Durchfahrt von Kriegsschiffen. Die Rechtmäßigkeit solcher Praktiken ist umstritten, insbesondere zwischen den Vereinigten Staaten von Amerika und China. In seinem Küstenmeer besteht China darauf, dass ausländische Kriegsschiffe vor der Ausübung ihres Rechts der friedlichen Durchfahrt eine Erlaubnis einholen. Demgegenüber stellt die Freiheit der Schifffahrt im Südchinesischen Meer ein „nationales Interesse“ der USA dar. Sie befürchten, dass die sich so herausbildenden Normen die Operationen von Schiffen und Flugzeugen der US Navy in den „Global Commons“ der Ozeane einschränken könnten.
Um der schleichenden Ausdehnung küstenstaatlicher Ansprüche und Hoheitsbefugnisse (creeping jurisdiction) entgegenzutreten, führten die Vereinigten Staaten im Jahr 1979 die Freedom of Navigation-Operations (FONOPs) ein, die sich als eine Kombination von bilateralen und multilateralen Konsultationen sowie gezielten diplomatischen Protestnoten und Marineoperationen gegen expansive Praktiken jeglicher Küstenstaaten, ob Alliierte oder Rivalen, darstellen. Zusätzlich haben Überwachungsflugzeuge und Langstreckenbomber zur Demonstration der Freiheit des Luftraumes zahlreiche Flüge in umstrittenen Gebieten durchgeführt.
Angeblich mit dem Ziel, die Herrschaft des Rechts gegenüber der Herrschaft der Gewalt zu stärken, werden diese Operationen in der Literatur als „Lawfare“ (ein Kofferwort aus engl. law für Gesetz und warfare für Kriegsführung) bezeichnet – womit die Instrumentalisierung des Rechts zur Verfolgung von politischen Partikularinteressen, auch mit militärischen Mitteln, gemeint ist. Beispiele sind die Durchfahrt des Zerstörers USS Lassen der 12-Seemeilenzone des Subi-Riffs im Oktober 2015 sowie die Fahrt des Zerstörers USS Dewey durch die 12-Seemeilenzone des Mischief-Riffs 2017.
Im Zusammenhang mit Freedom of Navigation-Operationen kam es auch zu dem Zwischenfall im Schwarzen Meer 1986 und dem Zwischenfall im Schwarzen Meer 1988.